# 伪满炭矿株式会社旧址
伪满炭矿株式会社旧址即满炭大楼，位于今吉林省长春市解放大路117号（原新京市兴仁大路205号）。建筑在解放大路路北，人民大街与同志街之间，吉林大学前卫北校区，牡丹园院内。建成之初为满洲炭矿株式会社（简称“满炭”）的办公楼。
大楼由满炭工事科原正五郎设计，高冈组负责施工，于1938年6月29日动工，1939年12月22日竣工。1940年5月开始使用。建筑采用钢筋混凝土框架结构，地下一层，地上四层，局部五层，总建筑面积12767平方米，工程造价近180万元。
该楼建筑造型简洁，设计时将框架柱外露，形成垂直的竖向线条。楼体外墙贴浅黄色面砖，入口门廊上设有采光玻璃天窗，室内门厅墙壁贴有条纹明显并有较大孔隙的页岩石板。
1945年10月至1946年4月，国民政府军事委员会委员长东北行营的机关进驻此楼；1946年长春“四·一四”战役后，中共中央东北局也曾设立于此；四平街战役之后，中华民国国军占领长春直至1948年10月长春解放。此楼为新1军干部教导总队所在地，培养第4期学员，后列名为黄埔军校第22期毕业。1947年冬新1军调往沈阳，此楼为新7军教导总队使用，该部于1948年10月18日追随国民党第60军起义。1948年归中国共产党领导下的东北大学(今东北师范大学)文学院使用。1980年代以后为原吉林大学理科图书馆。大楼现由吉林大学附属中学使用。
2002年，以伪满炭矿株式会社旧址之名列为第七批长春市文物保护单位。保护范围东至丰顺街，南至解放大路，西至同志街，北至河沟。建筑控制地带为环解放大路、同志街、东中华路、人民大街之内。